# نيد فون
نيد فون (بالإنجليزية: Ned Vaughn)‏ هو ممثل أمريكي، ولد في 20 نوفمبر 1964 في الولايات المتحدة.

## أعمال

### أفلام
- (1995) أبولو 13[3][4][5]
- (1996) الشجاعة تحت النار[6]

## وصلات خارجية
- نيد فون على موقع IMDb (الإنجليزية)
- نيد فون على موقع قاعدة بيانات الفيلم (الإنجليزية)